# タデウス・ロー
タデウス・ソビエスキ・クーリンコート・ロー（英: Thaddeus Sobieski Coulincourt Lowe、1832年8月20日-1913年1月16日）は、T・S・C・ロー教授とも呼ばれ、南北戦争時の気球操縦者、科学者、発明家である。ローの人生は名声を追い求めた一生だった。ローは貧しい開拓牧畜農家の生まれだったが、気象学に興味を持ち、風や雲の動きの研究に没頭した。特に東よりの高々度の強い風を認識し、それに乗るという概念が生まれた。10代後半の時に空気より軽い気体、特に水素に魅せられるようになった。21歳までに飛行術を選んだが当時のそれは気球を操縦することだった。化学の講義を行うことと人を気球に乗せることとで正規の教育を受けるための十分な資金を稼ぐことができ、それが化学、気象学および飛行術のさらなる研究に進ませることになった。1850年代後半までに気象科学の先進的理論に加えて、気球制作でも広く知られるようになった。その大望の中には大西洋横断飛行計画もあった。
ローの科学的探求は南北戦争勃発で中断されることになった。その愛国者的義務として、北軍のために南軍を空中から偵察する目的で気球操縦者としての任務を提案することだと認識した。1861年7月、ローはエイブラハム・リンカーン大統領から北軍気球司令部の操縦士長に指名された。その仕事は概ね成功だったが、軍隊のあらゆる者達から十分に喜ばれたわけではなく、その作戦行動と給与水準に関する議論のために1863年には辞任に追い込まれた。ローは民間に戻って水素ガス製造の科学的探求を続けた。ローは大量の水素ガスを蒸気と木炭から取り出せる水性ガス発生法を発明した。この方法と製氷機の発明と特許によって、ローは百万長者になった。
1887年、ローはカリフォルニア州ロサンジェルスに移転し、最後はパサデナに24,000平方フィート (2,230 m2) の家を建てた。幾つかの製氷工場を開設し、ロサンジェルス市民銀行を設立した。ローは、景観を楽しめる山岳鉄道の計画を立てた土木技師のデイビッド・J・マクファーソンに紹介された。1891年、両者はパサデナ・アンド・マウントウィルソン鉄道会社を設立し、アルタデナの上の丘に入るマウント・ロー鉄道となるものの建設を始めた。この鉄道は1893年7月4日に開通し、短期間に利益と成功を生んだ。ローはマウント・ローと改名したオーク山への建設を続けたが、これは体力的にも財政的にも消耗させるものだった。1899年までにローは破産管財人の管理下に置かれることとなり、最終的に鉄道はジャレド・S・トアランスの手に渡った。ローはほとんど一文無しになり、残る人生はパサデナの娘の家で過ごし、81歳の時にそこで死んだ。

## 初期の経歴

### 家系
タデウス・ローは1832年8月20日に、ニューハンプシャー州コーアス郡ジェファーソンミルズで、クロビスとアルファ・グリーンのロー夫妻の息子として生まれた。ローの祖父、リーバイ・ローはアメリカ独立戦争を戦い、父は米英戦争で太鼓隊の鼓手だった。両親のクロビスもアルファもニューハンプシャー州の生まれであり、開拓牧畜農家で17世紀ピルグリムファーザーズの子孫だった。クロビスは靴屋だったが、後にジェファーソンの商人になった。政治に手を出すようになり、1度は州議会議員にも選出された。その政治と意見は州内で尊敬された。

### 少年時代
ローの若いときの生活には様々な話がある。5人家族の2番目の子供であり、タデウス・ソビエスキ・コンスタンティンと名付けられたが、これはおそらくスコットランド人作家ジェーン・ポーターの1803年の小説『ワルシャワのタデウス』に出てくるタデウス・コンスタンティン・ソビエスキに因んだと見られる。ローの10歳の頃に母が死んでおり父のクロビスがメアリー・ランドールと再婚したのか、母が死に父が再婚したときはローが別の農場に送られていたのか、混乱がある。プレイステッド家が所有する農園で働いたことは事実だが、そこに住んだかどうかは不確かである。父のクロビスは再婚したメアリーとの間に7人の子供をもうけたが、その年代にも混乱があって、メアリーがクロビスと再婚したときには既に複数の子供がいた可能性がある。
ローに関する物語に共通していることは飽く事なき学習欲という証言である。まだ十分字が読めないときに、父や教師が答えられないような質問をした。学校に通った時間も限られたものだった。農場の雑用のために、冬季の3ヶ月間のみ2マイル (3 km) 離れたジェファーソンヒルズの公立学校に通うことを許された。その学校には本も無かったが、エイブラハム・リンカーンと同様、ローは教師の個人蔵書から借りた本を暖炉の前で読むことで夜を過ごした。
ローは14歳の時までにメイン州ポートランドへ初めての旅を行い、その後ボストンまで戻って、靴部品切断業を営んでいた兄のジョセフの事業に入った。18歳の時に大病を患い故郷に帰った。その療養をしている間に、弟がレジナルド・ディンケルホフというある教授の化学の講義に出席するようローを招いた。その講義は空気より軽い気体の現象、特に水素のことを扱っていた。この教授が聴講生の中から志願者を募ったとき、熱心なローが前に飛び出した。ディンケルホフはローの目の中に興味の炎を見ることができ、その見せ物の後に助手として連れて行くという提案があった。ローがそれに応じ、教授が2年後に引退した時はその見せ物を購入して、「タデウス・ソビエスキ・クーリンコート・ロー、化学教授」という呼称を使うようになった。

### 独学の科学者かつ気球操縦者
化学の巡回講義を行う事業は、子供のときに欠けていた教育を受けるために十分引き合うものだった。祖母の願いを叶えるために医学の勉強を試みたが、それは退屈であり、空気より軽い気体を使った飛行術という最初の興味の方に戻った。アメリカの気球乗りは柔軟な絹の袋を膨らますためにコークスガスを使っていたが、これは固定した枠組みに綿の織布を貼り、熱せられた煙を集めるために火の上に直立する当初フランスの熱気球に対抗するものだった。1850年代までにローは一流の気球制作者になり、見せ物師としての事業では通りがかりの者や催事会場の出席者を気球に乗せることで儲けを取り続けた。
1855年、ローの講義の一つで、可愛いパリ生まれの女優、19歳のレオンティン・オーガスティン・ガションに紹介された（彼女の父は政治難民としてアメリカに逃亡したルイ・フィリップ王の側近だった）。1週間後の1855年2月14日、ローとレオンティンは結婚した。この夫妻には7人の女子と3人の男子、計10人の子供が生まれた。ローはその科学的探求を続け、自分の気球を所有して、観測していた高々度の風に乗り大西洋を横断飛行するという粗野な概念を夢に抱いていた。ジョン・ワイズの著作『航空術のしくみ』に耽溺した。それには気球の制作、布の切断と縫製、気密保持について具体的な指示が書かれていた。
1857年、ローは自分の最初の気球を制作し、ニュージャージー州ホーボーケンの小さな農場で係留飛行を操縦した。ローの父も気球制作に加わり、自身熟達した気球乗りになった。1858年、さらに大きなエンタープライズ号など幾つかの気球を制作した。
ローは科学的試みを続けながら高々度の風に乗り大西洋を横断飛行するための余技も続けた。1859年にはシティ・オブ・ニューヨーク号と名付けた巨大な気球制作に取り掛かった。一方、ヨーロッパの株式市場に関心のある多くの者に大西洋横断飛行に関する見解を説いていった。そのころ行われた大西洋横断ケーブルの敷設は失敗しており、船旅は頼りにならないくらい鈍かった。ローは事業や科学的社会の隅々から支持者を集めた。特にスミソニアン博物館のジョセフ・ヘンリー教授は次のように書いていた。

### 大西洋横断飛行の試み
ローの最新で巨大な気球シティ・オブ・ニューヨーク号大西洋横断飛行は、直径103フィート (31.394 m)、コークスガスを用いたときの揚重能力11.5トン (10,432.6 kg)（水素では22.5トン (20,411.6 kg) ）だった。これで直径20フィート (6 m)、8人乗りのテント地で覆ったゴンドラと、ローの妻に因んでレオンティンと名付けた懸架式救命ボートを運ぶことができた。1859年11月1日、ニューヨークの貯水池広場で行われる試験飛行のために準備された。地元のガス会社が十分な量のガスを供給することができなかった。ローは1週間も経たないうちにベンジャミン・フランクリン科学研究所のジョン・C・クレソン教授によってフィラデルフィアに招かれた。クレソン教授は偶々ポイント・ブリーズ・ガス・ワークスの理事会議長でもあった。彼等は十分な量のガス供給で合意した。ローは気球をホーボーケンで保管し、試験飛行のために春まで待った。
試験飛行の前に気球は、新聞記者ホレス・グリーリーの忠告に従って、グレート・ウェスタン号と改名された。これは1860年春に処女航海を行う蒸気船グレート・イースタン号に張り合うものだった。ローは1860年6月28日にフィラデルフィアからニュージャージーまでの飛行を成功させたが、9月7日の最初の大西洋横断飛行の試みではグレート・ウェスタン号が風で裂けた。9月29日の2回目の試みでは、気球を膨らませている時に修復した場所から漏れが発生した。ローはグレート・ウェスタン号を総点検する必要に迫られ、横断飛行は翌年晩春まで待つことにした。
2回目の試験飛行はヘンリー教授の提案で、オハイオ州シンシナティから東部海岸に帰ってくることになった。この飛行には小型のエンタープライズ号を用いた。飛行は、バージニア州がアメリカ合衆国から脱退した日の2日後にあたる1861年4月19日の早朝に離陸した。このとき誤ってサウスカロライナ州ユニオンビルまで飛んでしまい、そこでヤンキーのスパイとして拘束された。ローは自分が科学者であることを証明し、故郷へ帰ることを許された。その故郷ではアメリカ合衆国財務長官サーモン・チェイスからの伝言が待っており、その気球を持ってワシントンD.C.に来るようにとのことだった。南北戦争の勃発によって大西洋を渡ろうというローの試みを終わらせることになった。

## 南北戦争への参加（1861年-1863年）

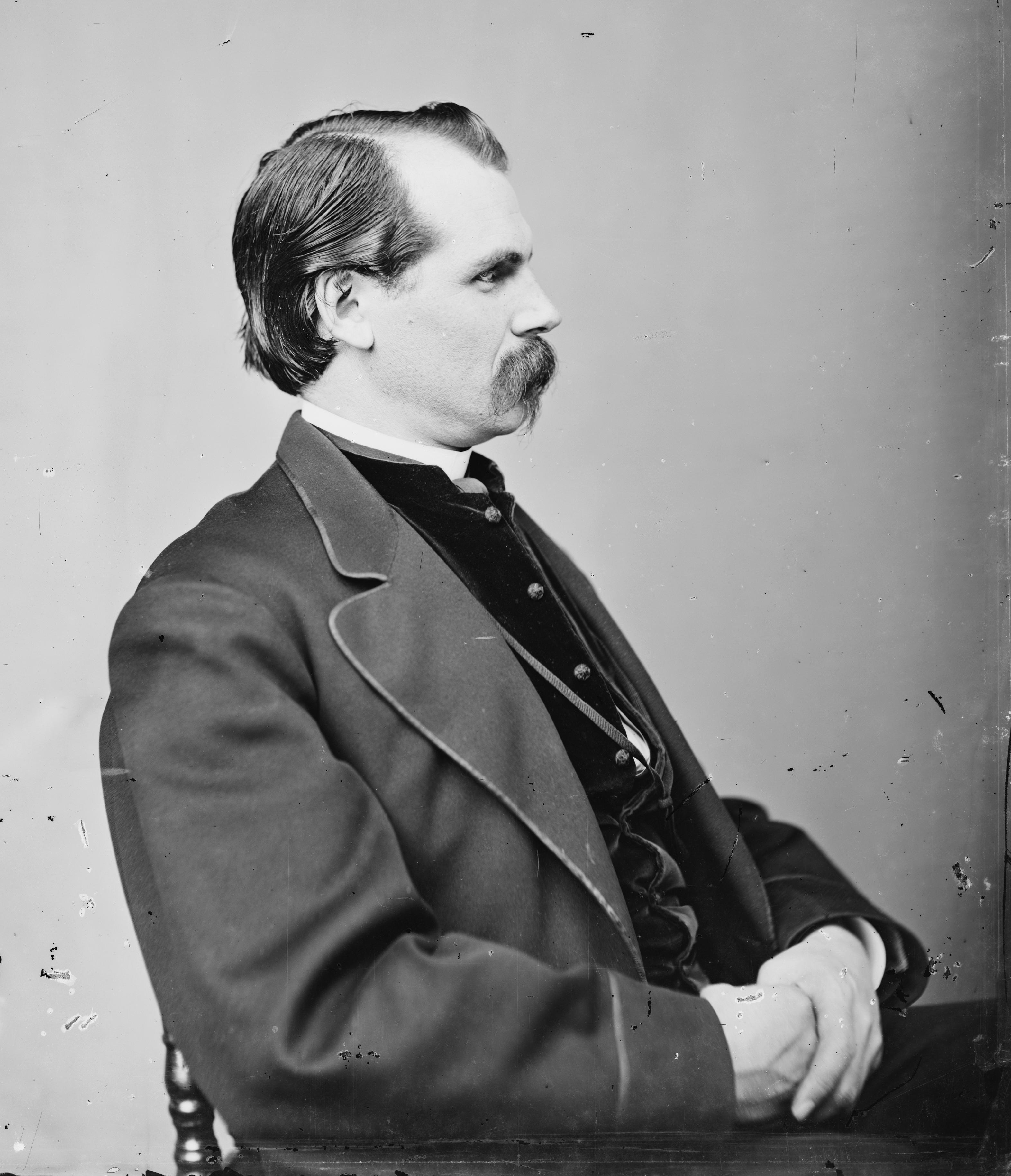
タデウス・ロー、1865年頃

### 気球操縦士長
1861年6月11日の夜、ローはエイブラハム・リンカーン大統領と会い、ホワイトハウスの上空500フィート (152.4 m) ほどから電報を送るエンタープライズ号でのデモンストレーションを提案した。実際に送られた電文は次の通りだった。
気球エンタープライズ
ワシントンD.C.、1861年6月16日
アメリカ合衆国大統領に:
この観測地点からは直径50マイル (80 km) 近い範囲が見渡せる。町を野営地が取り囲んでいる様は素晴らしい眺めである。この空中基地から初めての電報を貴方に送ることができるのは喜びであり、この国のために気球の科学の有用性を示す機会を与えてくれた貴方に感謝するものである。タデウス・ロー
ローは他に3組の傑出した気球乗り、すなわちジョン・ワイズ、ジョン・ラマウンテンおよびエズラとジェイムズのアレン兄弟とその地位を争っていた。ワイズとラマウンテンは以前からローを批判する者だったが、そう簡単には任務を得ることができないでいた。
ローの最初の出撃はアービン・マクドウェル将軍と北東バージニア軍とであり、第一次ブルランの戦いのときに行われた。ローは敵前線の背後に不時着するという不運があったもののその功績は印象を残した。幸いローは敵に発見される前に第31ニューヨーク志願連隊の兵士に発見された。しかし、着地の時に踝を捻っており兵士達の助け無くしては歩けなかった。彼等はコーコラン砦に戻りローの身分を報告した。最終的に妻のレオンティンが老婆に身を窶して救出に現れ、持ってきた四輪荷馬車とテント地のカバーを使ってローとその装置を安全に取り戻すことができた。
ローが気球司令部を創り、ローを気球操縦士長とする面倒を見るようウィンフィールド・スコット将軍に命じたリンカーン大統領の所に、ローの功績の話が届いた。それはローが4基の気球を（最終的に7基）造り、移動式水素ガス発生器を備えるほぼ4ヶ月前のことだった。同時にローは、軍用気球の操作法を指導することになる1隊の者を集めた。新しく結成された北軍気球司令部は民間契約の組織のままであり、軍隊での任命を受けることが無かったが、これは部隊の誰でもスパイとして捕まれば、即刻処刑される危険を秘めたものだった。

### 半島方面作戦
ローは新しい軍事用気球イーグル号を持ってジョージ・マクレラン将軍の指揮するポトマック軍に復帰したが、そのガス発生器は間に合わなかった。ローがヨークタウンで上昇を行った後で、南軍はリッチモンドに向けて撤退した。ローは、石炭用艀から転用されたジェネラル・ワシントン・パーク・カスティスの利用を許可され、それに気球2基と新しい水素ガス発生器2台を載せて、川の上空で初めての観測を実行した。このことでジェネラル・ワシントン・パーク・カスティスは史上初の航空母艦となった。ローの報告書は次のように記されていた。

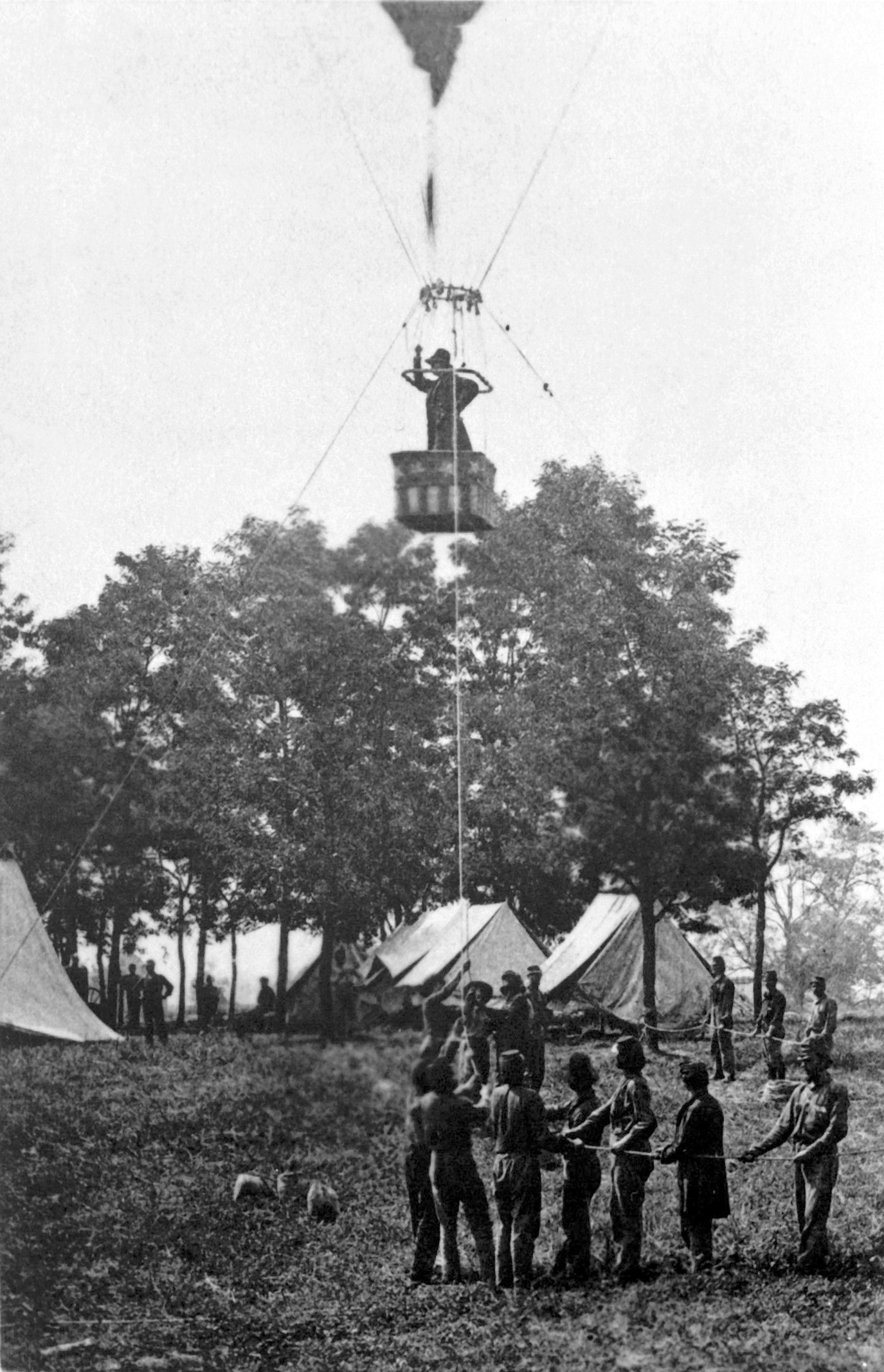
セブンパインズの戦いを観察するためにインターピッド号で上昇するロー教授

ローは1862年の半島方面作戦に従軍し、メカニクスビルの上空およびその後のフェアオークスにおけるセブンパインズの戦いを観察した。
右の写真は、セブンパインズの戦いを観察するためにインターピッド号で上昇するロー教授であり、このとき前進する南軍の動きを観察して報告することで、孤立していたハインツェルマン将軍の部隊をタイミング良く救った。ローは水素ガス発生器を使っていた（各気球には2台の発生器が割り当てられていた）が、ガス充填のためにはまだ1時間を要する状態だった。ローは直ぐにキャンプ用薬罐の底に穴を明けて気球のバルブを繋ぎ、コンスティチューション号のガスをインターピッド号に移し替えさせた。これでガス充填は15分で完了し、この時間の節約は後に「1分100万ドル」と評価された。
フェアオークスやチカホミニー川の泥の多い湿地は腸チフスやマラリアのような異邦の多くの病気を呼んだ。ローはマラリアに罹患し、1ヶ月以上任務に就けなかった。作戦が失敗したポトマック軍はワシントンへの撤退を命じられ、ローの荷馬車やロバはこの撤退の時に徴用され、最終的に補給係将校のところに戻った。ローがワシントンに戻ると、任務に戻るよう厳しい圧力を受けた。最終的にシャープスバーグやフレデリックスバーグに呼び出され、その機能が使われた。

### 気球司令部の問題
気球司令部はアメリカ陸軍工兵司令部付きとなった。ローは大佐として給与を支払われていた（1日10ドル）が、1863年3月、コムストック大尉が新たに割り付けられた航空師団の任務に就くと、ローの給与は1日6ドル（金3ドル）に減額された。同時に航空師団に対するアメリカ合衆国議会の評価が下され、第三者による酷評する報告書もあって、ローは長々しい反論をすることになり、北軍指揮官層はそれ以上気球を使うことを止めた。ローは1863年5月に辞表を提出し、アレン兄弟が気球司令部の指揮を執ったが、8月にはその司令部も活動を止めた。

## 民間事業への復帰
ローはマラリアの余韻と戦争の疲れからの快復に努めた。ローとレオンティンはジェファーソンに戻り、家族との時間を過ごした。1863年秋にワシントンに1ヶ月戻り、陸軍長官に提出する戦時報告書を完成させ、その後はバレーフォージに農場を買って、農作業で自分を取り戻すことができた。
ローが開発した空中偵察の進歩した技術は世界中に影響が及び、イギリス、フランスさらにはブラジルまでもその軍隊のために気球司令部を組織できるならば、少将の位を提供すると申し出てきた。ローは戦争が懲り懲りだと考えその申し出を辞退したが、移動用ガス発生器を含めた装置ごと気球を各国に送った。それらの軍事専門家に助言を与え、最善の操縦者としてアレン兄弟が手助けできるよう手配した。
ローは南北戦争の間に郡の気球基地周辺を嗅ぎ回っていた1人のドイツ人若者と出合った。この若者の名前はフェルディナント・フォン・ツェッペリン伯爵といい、気球操縦に魅せられていることは同じだった。マクレラン将軍が全ての気球に同乗することを禁止していたので、ローはフォン・ツェッペリンをメリーランド州プールズビルに派遣して、母国語でその青年をもてなすことのできるドイツ人操縦助手のジョン・シュタイナーを訪問させた。フォン・ツェッペリンは1870年代にローの気球操縦技術の全てを問う為に再訪してきた。勿論この人物が、後にその名前を冠した操縦可能な飛行船を設計することになったフェルディナント・フォン・ツェッペリン伯爵である。
ローはペンシルベニア州ノリスタウンに新しい家を建て、そこで水素ガスに関わる科学探求を続け、熱した石炭に蒸気を通して大量の揮発性燃料が得られる水性ガス生成法を改良し特許を取った。産業革命によって東海岸の家庭は暖房や照明が変革されていた。ローは「圧縮製氷機」を完成させたことなど製氷機に関する特許も幾つか持っており、これは低温保存産業を革新させた。さらにプラチナ・マントルを通してガスを燃焼させることで明るい照明を得られることを発見した（後にコールマン・ランタンとなった）。
ローは古い蒸気船を1隻購入して冷蔵設備を備え、ニューヨークからガルベストンまで新鮮な果物を運び、帰りは牛肉を運ぶ海運業を始めた。これは保存用に塩漬けにされていない新鮮な牛肉を人々が食べられるようになったことでは歴史上初めての出来事だった。その海運業は船の運航に関する知識が欠けていたために失敗したが、この事業は他の幾つかの国でも取り上げられた。
ローはまた、水素ガスで動く製品も製造した。これらを含め幾つかの特許でローは財産を築き上げた。これらの成果に対し、人類にとって最も有益な発明に与えられる「エリオット・クレッソン・メダル」という非常に栄誉ある賞を受賞した。

## ローのガス生成法
1873年、ローは住居や商業で暖房や照明に供される大量の水素ガスを発生できる水性ガス発生法を開発し特許を取った。市民生活に使われていた通常の石炭ガスやコークスガスとは異なり、このガスは効率の良い発熱燃料だった。この方法は次の式で表される水性ガスシフト反応を使った。
CO + H2O → CO2 + H2
この方法はコークスガスの主要発生源である熱した石炭に高圧の蒸気を通すことで発見された。ローの方法は、石炭が加熱された状態を保て、それによって一貫してガスを大量に供給できるチムニー・システムに改良を加えた。この方法は蒸気の水素をコークスガスの一酸化炭素に加える熱化学反応を生んだ。その反応で二酸化炭素と純粋な水素を生成し、冷却と「洗浄」行程の後で水蒸気を通し、純粋な水素ガスが残った。
この方法はガス製造産業に拍車を駆け、ガス化プラントが急速にアメリカ合衆国東海岸に建設された。ハーバー・ボッシュ法のような類似した方法で、空気中にある窒素と大量の水素を組み合わせることでアンモニア (NH3) の製造ができるようになった。このことでアンモニアを以前から冷媒に使っていた低温産業に拍車を駆けた。ロー教授は人工的製氷機についても幾つか特許を持っており、低温貯蔵の事業や水素ガスを運転する製品でも成功することができた。

## カリフォルニア州パサデナへの引退
1887年、ローはロサンジェルスに移転し、1890年にはパサデナに転居してそこで24,000平方フィート (2,230 m2) の邸宅を建てた。ここで水性ガスの会社を始め、ロサンジェルス市民銀行を設立し、幾つかの製氷工場を建設し、パサデナのオペラハウスを購入した。

### マウント・ロー鉄道

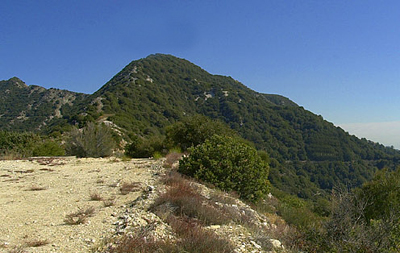
現在のマウント・ロー

パサデナ設立から間もない時期の市民はサンガブリエル山脈の頂上に至る見晴らしの良い山岳鉄道を夢みていた。その夢に対して具体的な計画を持っていた内の一人に、コーネル大学卒の土木技師デイビッド・J・マクファーソンがおり、その計画とローの持つ資金とを結びつけて事業化するために、マクファーソンはローに引き合わされた。
1891年、ローとマクファーソンはパサデナ・アンド・マウントウィルソン鉄道（後のマウント・ロー鉄道）を共同で設立した。ウィルソン山に至る経路すべての権利を獲得できなかったため、彼らはエコー山の高台を経由してオーク山に至る経路に計画を変更した。彼らの鉄道と他の似たような観光目的の山岳鉄道との違いは、すべての区間で電気駆動のトロリーが走ったことであり、同鉄道が唯一の事例である。オーク山は後にロー山（マウント・ロー）と改名され、アルタデナに移転してきていたシカゴの地図出版者アンドリュー・マクナリー（ランドマクナリーの共同創設者）がその地図全てにマウント・ローの名前を入れることで正式のものとなった。
ローは最初の鉄道区間として、まずアルタデナのレイク通りとカラベラス通りの交差点からルビオ・キャニオンのルビオ・パビリオンまでをつなぎ、そこから全長2,800フィート (853.44 m) のケーブルカーへと乗り換えてエコー山に至るまでの経路を1893年7月4日に開業した。エコー山の頂上には40室のシャレー（山小屋）があった。1894年には、ローは80室のホテル「エコーマウンテンハウス」と天文台を追加した。1896年までに同山のグランド・キャニオンに位置する宿泊施設「イエ・アルパイン・タバン」までをつなぐ上部区間が完成した。これら全てを合わせた鉄道の全長は7マイル (11.265 km) となった。1899年、ローは破産管財人の管理下に置かれることとなってこの事業を失い、資産を使い果した。1902年、マウント・ロー鉄道はヘンリー・ハンティントンがその頃設立したパシフィック電鉄（レッド・カーとも呼ばれた）の一部となった
鉄道の所有物件の内でローの資産として唯一残ったのは、エコー山の天文台だった。そこには16インチ (406.4 mm) の反射望遠鏡があり、多くの天文学的発見がなされた。この天文台は1928年の強風で倒壊した。鉄道は次に述べるように段階的に破壊されていった。1900年2月4日には「エコーマウンテンハウス」が台所からの失火で失われ、1905年には強風に煽られた山火事により、天文台および天文学者のための小屋以外のあらゆる物が消失した。1909年のルビオ・キャニオンの鉄砲水はルビオ・パビリオンを破壊した。1936年には電気による失火で「イエ・アルパイン・タバン」が壊滅した。鉄道は1938年のロサンジェルス大洪水の後、放棄された。

## 死と遺産
ローは余生をパサデナの娘の家で過ごし、1913年、健康を害した数年後の81歳の時にそこで死んだ。南カリフォルニアのサンガブリエル山脈にはその名を冠したマウント・ローがある。ローはアルタデナのマウンテンビュー墓地に埋葬され、その横には1年足らず後に無くなった妻のレオンティンが眠っている。ローの墓碑の近くにはレオンとソビエスキの2人の息子や、その他7人の娘が嫁いだため異なる姓となった家族が埋葬されている。家族の多くの者は東海岸に戻った。墓碑近くには息子のタデウスとその妻のために立てた別の墓がある。
ローの名前を継いだ孫の男子はいないが、娘の子供達や孫達はミドルネームにローの名前を入れている。
マウント・ロー鉄道は1933年1月6日に国登録歴史史跡となった。ローはアメリカ陸軍軍事情報の殿堂に登録されている。

## 大衆文化の中のタデウス・ロー
ローはウォルト・ディズニー・プロダクションが制作した1972年の『High Flying Spy』でスチュアート・ホワイトマンが演じた。